# Paolo Mezzanotte

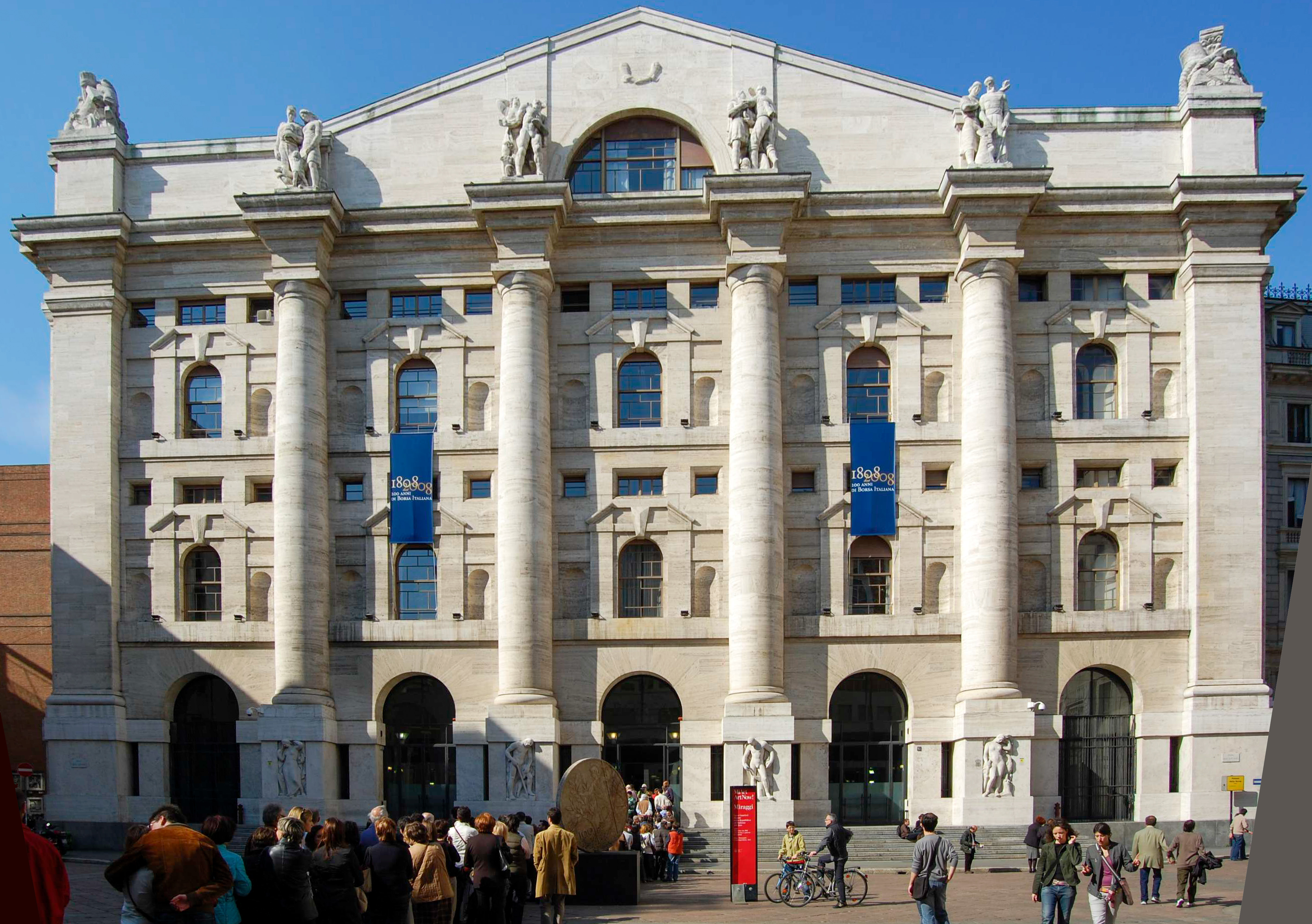
Palazzo Mezzanotte a Piazza Affari.

Paolo Mezzanotte (Milano, 25 aprile 1878 – Inverigo, 9 ottobre 1969) è stato un architetto, pittore e storiografo italiano.

## Biografia
Paolo Mezzanotte nacque a Milano dal padre Antonio, notaio, e da Elisa Marrazza: dopo avere compiuto studi privati di pittura, si laureò nell'anno 1900 presso il Regio Istituto Tecnico Superiore, oggi Politecnico di Milano.
Fra i maggiori architetti operanti a Milano nella prima metà del Novecento, esponente della corrente del Liberty e del Neoclassicismo milanese, lega la sua fama presso il grande pubblico principalmente al progetto della sede del palazzo delle Borse di Milano, oggi conosciuto come Palazzo Mezzanotte e la cui costruzione terminò nell'anno 1931.

## Opere
Fra le sue opere architettoniche principali si possono ricordare:
- La ristrutturazione dell'ospedale di Cittiglio (1902-1904)[1]
- L'ospedale di Luino (1904), collaborazione con l'ingegner Giacinto Campagnani[2]
- L'edicola funeraria Giudici (1905), presso il Cimitero Monumentale di Milano; (porte bronzee di Carlo e Luigi Rigola)[3]
- La chiesa del Sacro Cuore ai Cappuccini a Milano (1911)
- La ricostruzione della chiesa superiore del complesso di Santa Maria alla Fontana di Milano, collaborazione con l'architetto Enrico Griffini (1922)
- La ricollocazione in via Ariosto della facciata della demolita chiesa di San Giovanni decollato alle Case Rotte di Milano (1924)
- L'ampliamento della chiesa della Beata Vergine Immacolata e tre fanciulli di Briosco (1926)
- La Casa dei Fasci milanesi (1927) di via Nirone 15, collaborazione col fratello Vittorio (in seguito sede della Democrazia Cristiana)
- La casa del Balilla di Gallarate (progetto del 1930)
- Il Palazzo Mezzanotte, sede delle Borse milanesi (1932)
- Il battistero dell'antico complesso monastico della Basilica di San Vincenzo in Prato di Milano (1932)[4]
- La chiesa di S. Ambrogio (Chiesa Nuova) di Laveno Mombello (1933) e il campanile della medesima chiesa (1949)
- La chiesa San Bartolomeo Apostolo a Carugo (1936)
- La chiesa dei Ss. Pietro e Paolo di Rovello Porro (1938)[5]
- La chiesa di S. Maria Nascente di Meda (1939)[6]
- Il restauro del palazzo della Società per le belle arti ed esposizione permanente di via Turati a Milano[7]
- L'ampliamento del palazzo dell'Istituto Marcelline Tommaseo di Milano (1950)
- La chiesa Sacro Cuore a Mariano Comense (1959).

Al celebre architetto il Comune di Milano ha intestato la via Paolo Mezzanotte, che si trova fra la via Ernesto Rogers e la Enrico Peressutti, nei pressi della via Ripamonti.